# Amyema pachypus
Amyema pachypus là một loài thực vật có hoa trong họ Loranthaceae. Loài này được (Burkill) Danser mô tả khoa học đầu tiên năm 1929.